# Mészöly László
Mészöly László, született Messinger László (Budapest, 1893. március 31. – Budapest, 1964. február 5.) festő, fényképészmester. Mészöly Munkás Béla öccse.

## Életútja
Fővárosi zsidó családban, Messinger József (1857–1900) ügynök és Sinayberger Karolina (1860–?) fiaként született, Béla bátyja neves festő volt. Apai nagyszülei Messinger Mózes borkereskedő és Drechsler Ilona, anyai nagyszülei Sinayberger Jakab (1833–1904) és Kohn Johanna voltak. 1909-ben, még kiskorúként változtatta nevét Mészölyre bátyjával és a velük egy címen lakó Messinger Manóval, aki mint Labori Mészöly Miklós szintén elismert fotóművész volt.
Festészeti tanulmányait Budapesten végezte, majd Hamburgban dolgozott. Első kiállítása 1916-ban volt a Nemzeti Szalon csoportos tárlatán, ahol Gyertyafénynél című olajfestményével szerepelt először. 1917-ben két növendékét, Ádám Erzsébetet és Madarassy Lilit maga mellé vette cégébe. 1917 decemberétől 1922(–1924)-ig mint „Mészöly László és Ádám Erzsébet”, Raskó Rudolfné szül. Schmidt Franciska fényképészeti üzlettulajdonossal működött.
1919. augusztus 1-jén Budapesten, a Ferencvárosban házasságot kötött a nála három évvel fiatalabb Ádám Erzsébettel, Ádám József és Lilienberg Berta lányával. Feleségét 1945. január 15-ei dátummal holttá nyilvánították.
1920-ban Hollandiába költözött. Az 1900-as években a képes levelezőlapon sokszorosított színészképek készítésének már kialakult hagyományai voltak, így például a Mészöly László–Ádám Erzsébet páros egyik 1918-as dátumú lapját Reinitz József adta ki, és Jurányi terjesztette. Szintén kettejük, az 1910-es évek második felében készült fotója Mozdulatfotó (Fegyvertánc) címmel a Szépművészeti Múzeum–Magyar Nemzeti Galéria gyűjteményében található. 1922-ben a Színházi Élet szerkesztőségének fotográfusa volt, de már 1912-től készített több színházi lapnak felvételeket, címlapfotókat.
Fotóművészeti szalonja volt Budapest IV. kerületében 1913–1917 között a Váci utca 11/b. számban, 1918–1924 között a Bécsi utca 5. alatt (ahol Ádám Erzsébettel eleinte szobrászati, rajz- és festőművészen tanfolyamokat tartottak kezdődnek, ismeri művészek vezetése alatt előkelő amatőrök részére), 1920–1930 között a Károly körút 22-ben és 1920–1935 között a Párisi utca 2.-ben, 1926-ban pedig a VII. kerületi Népszínház u. 17. alatt is, illetve 1940–1943 között a VI. kerületben az Andrássy út 55.-ben.
1952-ben Budapesten, a Terézvárosban feleségül vette Dorogi Máriát. Budapesten hunyt el, halálát májrák okozta.